# 마비노기 2: 아레나
《마비노기 2: 아레나》는 데브캣 스튜디오에서 개발중인 마비노기 시리즈의 신작 게임이다. 마비노기의 정식 후속작으로, 이전작인 마비노기와 세계관을 공유하는 새로운 스타일의 게임이다. MMO Arena라는 독자적 장르를 제창하며, 관객과 플레이어가 상호작용하는 형식의 게임을 표방하고 있다.